# Török Katonai Akadémia
A Török Katonai Akadémia (törökül Kara Harp Okulu, rövidítése KHO) katonatiszti felsőfokú oktatási intézet Törökország fővárosában, Ankarában. A négyéves képzést teljesítők köréből kerül ki a hivatásos török hadsereg főtiszti állománya.

## Története

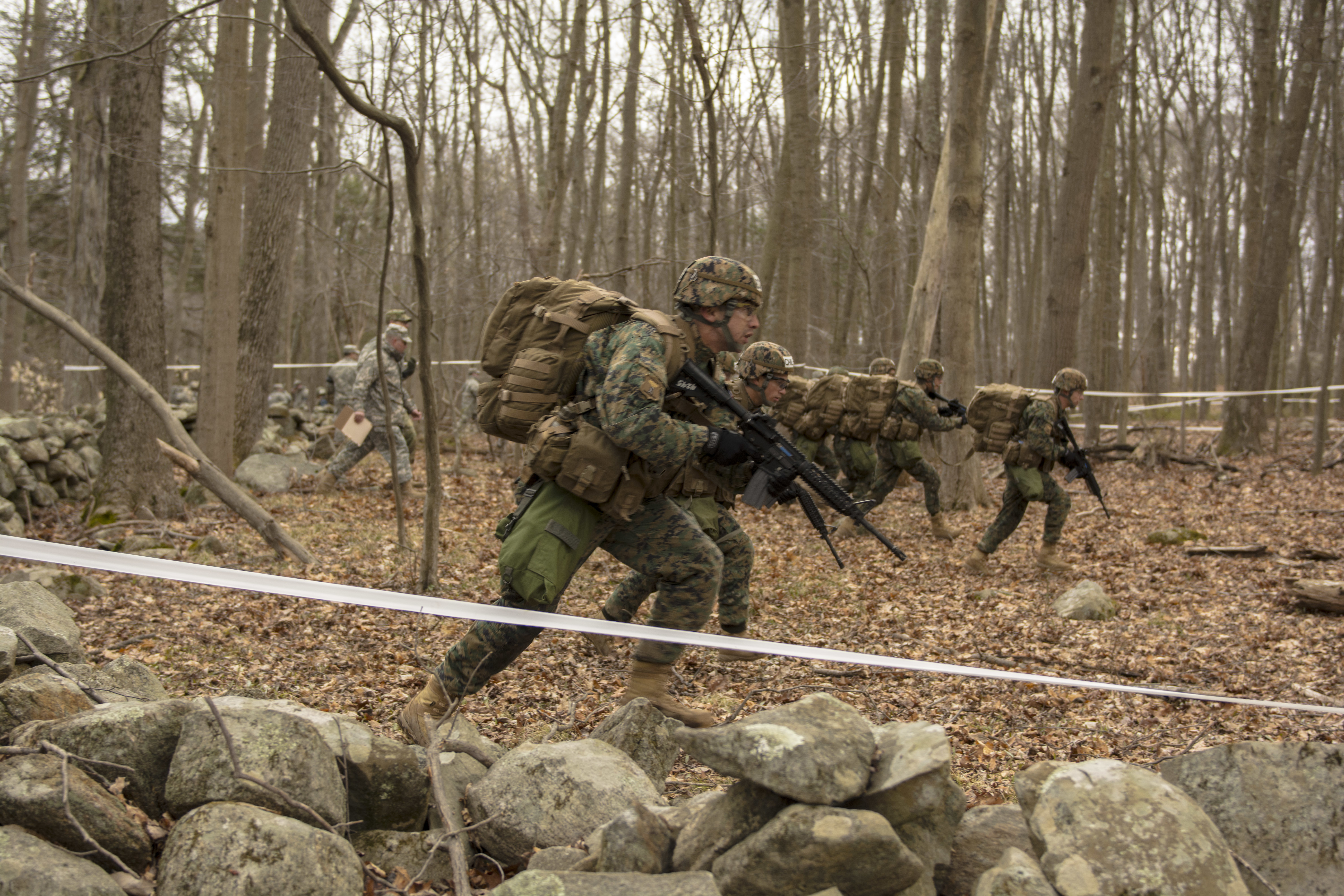
Kadétok terepgyakorlaton

Az 1820-as években II. Mahmud szultán felismerte az oszmán hadszervezet modernizálásának szükségét. 1826-ban feloszlatta a janicsár gyalogságot, 1834-ben pedig Mekteb-i Fünûn-u Harbiyye-i Şâhâne néven katonai akadémiát alapított a birodalmi fővárosban, Konstantinápolyban. A célkitűzések szerint az iskola fő feladata a korszerű stratégia alapelveinek és a legújabb hadi technika használatának átadása volt a növendékek számára, emellett hadtudományi kutatásokat is végzett. Az intézetben elsőként végzett kadétok 1841-ben hagyták el az intézetet. Miután 1845-ben országszerte megjelentek a katonai iskolák, az akadémia négyéves képzése ebben a rendszerben a tisztképzés második lépcsőfokát képviselte. 1908-ig elsősorban tüzér- és lovastiszteket készítettek fel az iskola falai között. Időközben a birodalom más városaiban is alapítottak katonai akadémiákat, így Drinápolyban, Manasztirban, Erzincanban, Damaszkuszban és Bagdadban, de ezek rövid működés után bezárták kapuikat. Később az oszmán kormány Colmar von der Goltz német katonatisztet és hadtudóst kérte fel rá, hogy 1883 és 1885 között porosz mintára átszervezze a katonai akadémián folyó oktatást. Az első világháborúig tartó időszakban több német instruktor tanított az akadémián, így például Otto von Lossow. A modern török állam atyja, Mustafa Kemal Atatürk a manasztiri katonai iskola 1898. decemberi elvégzését követően szintén az akadémia növendéke lett 1899. március 13-án.
Az 1919-ben megkezdődő függetlenségi háború időszakában az akadémiát átköltöztették Ankarába, és 1920. július 1-jétől már ott fogadta a katonatiszti pályára készülőket. Az első ankarai tisztavatásra 1920. november 1-jén került sor. A lausanne-i békeszerződés 1923. július 4-ei aláírását követően a modern Törökország megkapta a Boszporusz feletti ellenőrzés jogát, így az akadémia visszaköltözhetett isztambuli székhelyére. Egy bő évtized elteltével, 1936. szeptember 25-én azonban a katonai akadémia végleges helyét az ország új fővárosában, Ankarában, egy újonnan elkészült épületben jelölték ki.
Ebben az időben a képzés két tanéves volt, ezt 1948-ban egy tanévvel megtoldották, majd 1963-ban visszatértek a kétéves képzéshez. Azonban ez sem tartott sokáig, 1971-től a kadétoknak ismét háromévnyi tanulmányi időt kellett eltölteniük az akadémián, 1974-ben pedig bevezették a máig érvényes négyéves képzést. Az 1974-től 1991-ig tartó időszakban az iskola alapképzést is nyújtott gépészeti, építőmérnöki, villamosmérnöki és közigazgatási területeken, majd az 1990-es évek elején a rendszerfejlesztés is megjelent a képzési kínálatban. A Török Nagy Nemzetgyűlés által 2000. május 11-én elfogadott, a katonai akadémiákról szóló törvény értelmében a Török Katonai Akadémiát egyetemi szervezetű felsőfokú tanintézménnyé alakították át. A 2012/2013-as tanév óta a katonatiszti képesítés mellett a növendékek főiskolai szintű közigazgatási, gépész-, építő-, villamos- vagy üzemmérnöki, nemzetközi kapcsolatok szakértői, informatikai, mérnöktudományi, szociológiai és földmérő technikusi diplomát is szerezhetnek.
A 2016-os törökországi katonai puccskísérlet után a katonai akadémia ötven alkalmazottját letartóztatták. A 2017/2018-as tanévben már 324 külföldi vendéghallgató tanult az akadémián, elsősorban Azerbajdzsánból, Albániából, Grúziából, Dél-Koreából és Szaúd-Arábiából.

## Szervezeti felépítése
Az akadémia mintegy 4 ezer kadétnak nyújt képzést, akik katonai tanulmányaik mellett heti 30 órát elméleti tanulmányokkal töltenek. A diákok jelentős része a három katonai középiskola valamelyikéből érkezik az akadémiába (Maltepe, Isztambul, Bursa), de kis számban reál- vagy humániskolákból is érkeznek továbbtanulók. A török hadsereg főtisztjévé válás elkerülhetetlen előfeltétele az akadémia elvégzése és a tisztté avatást követően tizenöt évnyi katonai szolgálat.
Az akadémia növendékei négy zászlóaljból álló külön kadétdandárt alkotnak. Három zászlóalj a függetlenségi háború egy-egy nevesebb csatájának nevét viseli: Gallipoli- (1.), Dumlupınar- (2.), Sakarya-zászlóaljak (3.). A 4. Manzikert-zászlóalj elnevezése az 1071-ben a Bizánci Birodalom és a Nagyszeldzsuk Birodalom között megvívott manzikerti csata emlékét idézi. Minden zászlóalj külön kampusszal rendelkezik, a saját hálókörleteivel, osztálytermeivel és étkezőivel.
A kadétok uniformisán az arany vállszalagok száma jelzi az évfolyamot, az elsőévesek még négy vállszalaggal rendelkeznek, egyenruhájuk színe pedig a végzésük után őket fogadó fegyvernemre utal (pl. a zöld a gyalogság színe). Minden hallgató kap egy négyjegyű azonosítószámot, egyedül az 1283-as számot nem osztják ki újra, miután az Atatürké volt kadétkorában.

## Ismert kadétok
- Mustafa Kemal Atatürk, a modern Törökország alapító atyja és első köztársasági elnöke
- Kenan Evren, Törökország hetedik köztársasági elnöke (1980–1989)
- Hüseyin Kıvrıkoğlu, katonatiszt, török vezérkari főnök (1998–2002)
- Salih Zeki Çolak, katonatiszt
- Hulusi Akar, katonatiszt, vezérkari főnök (2015–)

## Fordítás
- Ez a szócikk részben vagy egészben  a   Kara Harp Okulu című német Wikipédia-szócikk ezen változatának fordításán alapul.  Az eredeti cikk szerkesztőit annak laptörténete sorolja fel. Ez a jelzés csupán a megfogalmazás eredetét és a szerzői jogokat jelzi, nem szolgál a cikkben szereplő információk forrásmegjelöléseként.